# セラ (建築)
セラもしくはケルラ(Cella)は、古代ギリシャ及び古代ローマの僧院に見られる壁に囲われた部屋のことである。

## ギリシャ及びローマの寺院
古代ギリシャ及びローマにおいては、セラは寺院の中央に建てられ、その寺院を代表する神格を崇拝するための偶像が建てられる。
加えて、セラには、その神格に関連付けられた石、兜、槍、剣、戦利品といった奉納された品の受け取りを補助するテーブルを含むことがある。
集会所や祭壇は、セラの中に作られることはなく、他の神格に沿うようにして建物の外に建てられた
集められた奉納物は、実質古典古代のギリシャやローマにおいて仮想の通貨として用いられた。

## エトルリアにおいて
ウィトルウィウスによれば、Portonaccioやウェイイのようなエトルリアの寺院では、
ファサードに円柱を二列に結合させたセラが3つあった。
セラが1つで、円柱がないギリシャやオリエントに見られるタイプとは異なる建築物この全く新しい建築物はイタリアのティレニア地方とエトルリア地方で崇敬を集めた。

## エジプトにおいて
古代エジプトのプトレマイオス王国のヘレニズム文化においてはエジプト寺院での創造以前の宇宙を象徴する完全な闇が存在する、
隠されたあるいは不明な聖域を中に持つセラについて言及している。セラ、またはnaosと呼ばれるものは、多くの箱のような神殿を持つ。ギリシャ語におけるnaosは考古学者がピラミッドの中央の部屋として説明するものによって拡張されてきた。

## キリスト教の教会において
初期のクリスチャンとビザンティン建築において、セラ、及びnaosは教会の中央、典礼を行うために確保された場所だった。
後に、チャペルや修道士の小部屋はセラと呼ばれた。